# Jana Fernández
Jana Fernández Velasco (* 18. Februar 2002 in Martorell, Provinz Barcelona) ist eine spanische Fußballspielerin.

## Karriere

### Vereine
Aus der Jugend des FC Barcelona kommend wechselte sie zur Saison 2018/19 erst in die B-Mannschaft und ist seit der Spielzeit 2020/21 ein fester Bestandteil des Kaders der ersten Mannschaft. Ihr Debüt für die Erstvertretung hatte sie aber schon am 9. Dezember 2018, wo sie in der 59. Minute für Patri Guijarro eingewechselt wurde.

### Nationalmannschaft
Mit der spanischen U17 gewann sie die Europameisterschaft 2018. Dadurch qualifizierte sie sich mit ihrem Team für die Weltmeisterschaft 2018, welche sie ebenfalls mit ihrer Mannschaft gewann. Für die U19 kam sie dann jedoch nur zu einem einzigen Einsatz.
Ihr Debüt in der A-Nationalmannschaft hatte sie dann am 6. April 2023 bei einem 4:2-Freundschaftsspielsieg über Norwegen. Dort wurde sie in der 83. Minute für Sheila García eingewechselt. Danach folgte im Juni des Jahres auch noch einmal ihr Startelf-Debüt. Beim Kader für die Weltmeisterschaft 2023, schaffte sie es aber nicht über den vorläufigen Kader hinaus.